# سانتا
سانتا (به لاتین: Santhia) یک منطقهٔ مسکونی در بنگلادش است که در ناحیه پابنا واقع شده‌است. سانتا ۳۳۱٫۵۶ کیلومتر مربع مساحت و ۲۸۳٬۴۶۳ نفر جمعیت دارد.